# 又兵衛
又兵衛（またべえ）は、愛知県名古屋市熱田区の熱田神宮境内にある茶室である。

## 概要
白川郷の合掌造り前期の建物とされ、岐阜県吉城郡細江村（現・飛騨市）の豪農坂上又兵衛の本家として使用されていたものである。1936年（昭和11年）に実業家神野金之助の屋敷であった三渓荘内に茶室として移築され、元所有者の坂上又兵衛にちなんで「又兵衛」と名付けられた。その後1957年（昭和32年）に神野金之助が熱田神宮に寄贈し、境内に移築されている。
2001年（平成13年）4月24日には「再現することが容易でないもの」として、国の登録有形文化財に登録されている。また、2001年（平成13年）・2002年（平成14年）に解体修理が行われたほか、2012年（平成24年）に改築が行われている。
なお一般には非公開であるが、毎月15日の月次献茶を始め各種茶会や結婚式などで利用されている。